# Premio Sonning
Para el premio de música - ver Premio Musical Léonie Sonning
El Premio Sonning (danés: "Sonningprisen") se concede cada dos años para las contribuciones a la cultura europea. Una comisión encabezada por el rector de la Universidad de Copenhague decide entre los candidatos propuestos por las universidades europeas. El premio asciende a un millón de coronas danesas DKK (~ 135.000 €). La ceremonia de entrega de premios se celebra cada 19 de abril (cumpleaños de Sonning) en la Universidad de Copenhague. El premio fue creado por voluntad del editor danés y autor Carl Johan Sonning (1879-1937). El primer premio se otorgó en 1950 y, posteriormente, tras un hiato, cada dos años a partir de 1959.

## Ganadores del Premio Sonning
- 2023  Marina Abramović, performance
- 2021  Svetlana Aleksiévich, escritora y disidente
- 2018  Lars von Trier, director de cine
- 2014  Michael Haneke, director de cine
- 2012  Orhan Pamuk, escritor
- 2010  Hans Magnus Enzensberger, escritor
- 2008  Renzo Piano, arquitectura
- 2006  Ágnes Heller, filosofía
- 2004  Mona Hatoum, artes creativas
- 2002  Mary Robinson, Oficina del Alto Comisionado de las Naciones Unidas para los Derechos Humanos
- 2000  Eugenio Barba, teatro
- 1998  Jørn Utzon, arquitectura
- 1996  Günter Grass, autor
- 1994  Krzysztof Kieślowski, cine
- 1991  Václav Havel, autor y político
- 1989  Ingmar Bergman, teatro y cine
- 1987  Jürgen Habermas, filosofía
- 1985  William Heinesen, autor
- 1983  Simone de Beauvoir, autor
- 1981  Dario Fo, teatro
- 1979  Hermann Gmeiner, fundador de las Aldeas Infantiles SOS
- 1977  Arne Næss, filosofía
- 1975  Hannah Arendt, politología
- 1973  Karl Popper, filosofía
- 1971  Danilo Dolci, trabajo social
- 1970  Max Tau, autor
- 1969  Halldór Laxness, autor
- 1968  Arthur Koestler, autor
- 1967  Willem A. Visser't Hooft, teología
- 1966  Laurence Olivier, actor
- 1965  Richard Nikolaus Graf Coudenhove-Kalergi, autor y político
- 1964  Dominique Pire, teología
- 1963  Karl Barth, teología
- 1962  Alvar Aalto, arquitectura
- 1961  Niels Bohr, física
- 1960  Bertrand Russell, filosofía
- 1959  Albert Schweitzer, filosofía
- 1950  Winston Churchill, autor y político

|  |